# UAE Tour femminile 2024
L'UAE Tour femminile 2024, seconda edizione della gara, valevole come terza prova dell'UCI Women's World Tour 2024, si svolse dall'8 all'11 febbraio 2024 su un percorso 466,5 km, suddiviso in 4 tappe, con partenza da Dubai ed arrivo ad Abu Dhabi, negli Emirati Arabi Uniti. La vittoria fu appannaggio della belga Lotte Kopecky, la quale completò il percorso in 11h16'51", precedendo l'australiana Neve Bradbury e la spagnola Mavi García.
Sul traguardo di Abu Dhabi 114 cicliste, su 115 partite da Dubai, portarono a termine la competizione.

## Tappe
| Tappa  | Data        | Percorso                 | km    | Vincitore di tappa | Leader cl. generale |
| ------ | ----------- | ------------------------ | ----- | ------------------ | ------------------- |
| 1ª     | 8 febbraio  | Dubai > Dubai            | 122   | Lorena Wiebes      | Lorena Wiebes       |
| 2ª     | 9 febbraio  | Al Mirfa > Madinat Zayed | 113   | Lorena Wiebes      | Lorena Wiebes       |
| 3ª     | 10 febbraio | al-'Ayn > Jebel Hafeet   | 126,5 | Lotte Kopecky      | Lotte Kopecky       |
| 4ª     | 11 febbraio | Abu Dhabi > Abu Dhabi    | 105   | Amber Kraak        | Lotte Kopecky       |
| Totale | Totale      | Totale                   | 466,5 |                    |                     |

## Squadre e cicliste partecipanti
| N.    | Cod. | Squadra                   |
| ----- | ---- | ------------------------- |
| 1-6   | LTK  | Lidl-Trek                 |
| 11-16 | SDW  | Team SD Worx-Protime      |
| 21-26 | CSR  | Canyon-SRAM Racing        |
| 31-36 | UAD  | UAE Team ADQ              |
| 41-46 | MOV  | Movistar Team             |
| 51-56 | FST  | FDJ-Suez                  |
| 61-66 | DFP  | DSM-Firmenich PostNL      |
| 71-76 | LAJ  | Liv AlUla Jayco           |
| 81-86 | FED  | Fenix-Deceuninck          |
| 91-96 | WNT  | Ceratizit-WNT Pro Cycling |

| N.      | Cod. | Squadra                     |
| ------- | ---- | --------------------------- |
| 101-106 | CGS  | Roland                      |
| 111-116 | UXM  | Uno-X Mobility              |
| 121-126 | EFC  | EF Education-Cannondale     |
| 131-136 | HPH  | Human Powered Health        |
| 141-146 | AUB  | St Michel-Mavic-Auber93 WE  |
| 151-156 | COF  | Cofidis Women Team          |
| 161-166 | HPU  | Team Coop-Repsol            |
| 171-176 | LKF  | Laboral Kutxa-Fund. Euskadi |
| 181-186 | TCW  | Tashkent City Women Prof.   |
| 191-196 | TOP  | Top Girls Fassa Bortolo     |

## Dettagli delle tappe

### 1ª tappa
- 8 febbraio: Dubai > Dubai – 122 km

Risultati
| Pos. | Corridore        | Squadra | Tempo    |
| ---- | ---------------- | ------- | -------- |
| 1    | Lorena Wiebes    | SD Worx | 2h59'11" |
| 2    | Rachele Barbieri | DSM     | s.t.     |
| 3    | Chiara Consonni  | UAE     | s.t.     |

| Pos. | Corridore        | Squadra | Tempo    |
| ---- | ---------------- | ------- | -------- |
| 1    | Lorena Wiebes    | SD Worx | 2h59'01" |
| 2    | Rachele Barbieri | DSM     | a 4"     |
| 3    | Chiara Consonni  | UAE     | a 6"     |

### 2ª tappa
- 9 febbraio: Al Mirfa > Madinat Zayed – 113 km

Risultati
| Pos. | Corridore       | Squadra   | Tempo    |
| ---- | --------------- | --------- | -------- |
| 1    | Lorena Wiebes   | SD Worx   | 2h28'08" |
| 2    | Chiara Consonni | UAE       | s.t.     |
| 3    | Clara Copponi   | Lidl-Trek | s.t.     |

| Pos. | Corridore        | Squadra | Tempo    |
| ---- | ---------------- | ------- | -------- |
| 1    | Lorena Wiebes    | SD Worx | 5h26'57" |
| 2    | Chiara Consonni  | UAE     | a 12"    |
| 3    | Rachele Barbieri | DSM     | a 16"    |

### 3ª tappa
- 10 febbraio: al-'Ayn > Jebel Hafeet – 126,5 km

Risultati
| Pos. | Corridore     | Squadra   | Tempo    |
| ---- | ------------- | --------- | -------- |
| 1    | Lotte Kopecky | SD Worx   | 3h22'15" |
| 2    | Neve Bradbury | Canyon    | a 3"     |
| 3    | Mavi García   | Liv AlUla | a 32"    |

| Pos. | Corridore     | Squadra   | Tempo    |
| ---- | ------------- | --------- | -------- |
| 1    | Lotte Kopecky | SD Worx   | 8h48'18" |
| 2    | Neve Bradbury | Canyon    | a 13"    |
| 3    | Mavi García   | Liv AlUla | a 44"    |

### 4ª tappa
- 11 febbraio: Abu Dhabi > Abu Dhabi – 105 km

Risultati
| Pos. | Corridore     | Squadra  | Tempo    |
| ---- | ------------- | -------- | -------- |
| 1    | Amber Kraak   | FDJ-Suez | 2h27'33" |
| 2    | Lorena Wiebes | SD Worx  | s.t.     |
| 3    | Daria Pikulik | Human P. | s.t.     |

| Pos. | Corridore     | Squadra   | Tempo     |
| ---- | ------------- | --------- | --------- |
| 1    | Lotte Kopecky | SD Worx   | 11h16'51" |
| 2    | Neve Bradbury | Canyon    | a 13"     |
| 3    | Mavi García   | Liv AlUla | a 44"     |

## Classifiche finali

### Classifica generale - Maglia rossa
| Pos. | Corridore            | Squadra   | Tempo     |
| ---- | -------------------- | --------- | --------- |
| 1    | Lotte Kopecky        | SD Worx   | 11h16'51" |
| 2    | Neve Bradbury        | Canyon    | a 13"     |
| 3    | Mavi García          | Liv AlUla | a 44"     |
| 4    | Gaia Realini         | Lidl-Trek | a 59"     |
| 5    | Marion Bunel         | St Michel | a 1'16"   |
| 6    | Pauliena Rooijakkers | Fenix     | a 1'20"   |
| 7    | Elisa Longo Borghini | Lidl-Trek | a 1'25"   |
| 8    | Silvia Persico       | UAE       | a 1'45"   |
| 9    | Mareille Meijering   | Movistar  | s.t.      |
| 10   | Ricarda Bauernfeind  | Canyon    | a 1'48"   |

### Classifica a punti
| Pos. | Corridore       | Squadra  | Punti |
| ---- | --------------- | -------- | ----- |
| 1    | Lorena Wiebes   | SD Worx  | 62    |
| 2    | Lotte Kopecky   | SD Worx  | 39    |
| 3    | Chiara Consonni | UAE      | 37    |
| 4    | Amber Kraak     | FDJ-Suez | 26    |
| 5    | Daria Pikulik   | Human P. | 26    |

### Classifica giovani
| Pos. | Corridore     | Squadra   | Tempo     |
| ---- | ------------- | --------- | --------- |
| 1    | Neve Bradbury | Canyon    | 11h17'04" |
| 2    | Gaia Realini  | Lidl-Trek | a 46"     |
| 5    | Marion Bunel  | St Michel | a 1'03"   |
| 4    | Petra Stiasny | Fenix     | a 2'52"   |
| 5    | Alice Towers  | Canyon    | a 4'20"   |

### Classifica a squadre
| Pos. | Squadra                 | Tempo     |
| ---- | ----------------------- | --------- |
| 1    | Canyon-SRAM Racing      | 33h56'10" |
| 2    | St Michel-Mavic-Auber93 | a 49"     |
| 3    | UAE Team ADQ            | a 1'53"   |
| 4    | Fenix-Deceuninck        | a 4'38"   |
| 5    | FDJ-Suez                | a 8'48"   |